# جيم كوش
جيم كوش (بالإنجليزية: Jim Koch)‏ هو كبير الإداريين التنفيذيين أمريكي، ولد في 27 مايو 1949 في سينسيناتي في الولايات المتحدة.